# Chandra Cheeseborough
Chandra Cheeseborough (Jacksonville (Florida), Estados Unidos, 10 de enero de 1959) es una atleta estadounidense retirada, especializada en la prueba de 400 m en la que llegó a ser subcampeona olímpica en 1984.

## Carrera deportiva
En los JJ. OO. de Los Ángeles 1984 ganó la medalla de plata en los 400 metros, con un tiempo de 49.05 segundos, tras su compatriota Valerie Brisco-Hooks y por delante de la británica Kathy Smallwood-Cook.